# Halton Lea Gate
Halton Lea Gate – przysiółek w Anglii, w hrabstwie Northumberland, w civil parish Hartleyburn. W 1901 osada liczyła 310 mieszkańców.